# Dmitrijus Guščinas
Dmitrijus Guščinas (* 12. Dezember 1975 in Vilnius) ist ein ehemaliger litauischer Fußballspieler. Er kam von 2003 bis 2005 zu fünf Einsätzen in der litauischen Nationalmannschaft.

## Karriere
Der 1,87 m große Mittelstürmer spielte in seiner Heimat für SC Vilnius und Lokomotyvas Vilnius, bevor er 1997 nach Deutschland wechselte. Dort waren die Regionalligavereine SC Paderborn 07 und Sportfreunde Ricklingen seine ersten Stationen. Nach dem Ricklinger Abstieg in die 4. Liga wechselte Guščinas 1999 zum ersten Mal zu Holstein Kiel und wurde sofort Stammspieler. 2002/03 wurde er mit 23 Toren in 32 Spielen Torschützenkönig der Regionalliga Nord und wechselte daraufhin für 100.000 Euro zum VfL Osnabrück in die 2. Bundesliga, wo ihm in zehn Spielen lediglich ein Treffer gelang. In der Winterpause verpflichtete der VfB Stuttgart den Stürmer für 175.000 Euro. Den Sprung in den Erstligakader schaffte er während seines eineinhalbjährigen Aufenthaltes nie, erzielte in 36 Spielen aber immerhin neun Tore. Einmal durfte er Champions League Luft schnuppern. Er stand im Kader gegen Chelsea London, wurde aber nicht eingewechselt. Im Sommer 2005 ging Guščinas dann ablösefrei zur TuS Koblenz, der er gleich im ersten Jahr mit acht Toren aus 34 Spielen zum Aufstieg in die 2. Liga helfen konnte. Dort verlor er auf Grund einer Verletzung jedoch seinen Stammplatz und bestritt nur fünf Spiele (kein Tor). Im Winter lieh ihn Koblenz für ein halbes Jahr an Holstein Kiel aus und er überzeugte trotz des Abstiegs in die Oberliga mit 5 Treffern in 17 Spielen, sodass Holstein ihn ganz verpflichtete. Die Oberliga Nord (4. Liga) Saison 2007/08 verlief für Guščinas mit vierzehn Toren in 27 Partien sehr erfolgreich. Es folgten 2 weitere Jahre bei Holstein. Die Saison 2009/10 in der 3. Liga war für Guscinas die letzte im Dienste der KSV Holstein. Nach dem Abstieg in die Regionalliga Nord folgte bei den Störchen der große Umbruch, infolgedessen Gucinas keinen neuen Vertrag erhielt. Die Fans der Kieler, bei denen er längst zum Publikumsliebling aufgestiegen war, versuchte mit einer Aktion im Holstein Fanforum auf eine Vertragsverlängerung hinzuwirken. Zur Saison 2010/11 übernahm Guscinas das Amt des Spielertrainers beim FC Sylt und wurde mit 31 Treffern Torschützenkönig der Schleswig-Holstein-Liga. Nach dem Spieljahr wechselte der Angreifer erneut und schloss sich dem Ligarivalen VfR Neumünster an, wo er zum Ende des Jahres 2011 seine Spieler-Karriere beendete. Nach einer Station als Jugendtrainer bei Holstein Kiel ist er in der Saison 2014/15 Trainer der 2. Mannschaft des Preetzer TSV in der schleswig-holsteinischen Verbandsliga Ost. Seit 2024 ist er der Cheftrainer der Ligamannschaft des TSV Bordesholm.

### Nationalmannschaft
2003 debütierte Guščinas in einem Freundschaftsspiel gegen Rumänien für Litauen. Im gleichen Jahr kam er neben einem weiteren Freundschaftsspiel gegen Bulgarien auch zweimal in der Qualifikation zur Fußball-Europameisterschaft 2004 zum Einsatz (gegen Island und die Färöer). 2005 wurde er ein letztes Mal bei einem Testspiel gegen Weißrussland international eingesetzt.
Seit 2009 ist Guščinas deutscher Staatsbürger.